# فی قنطورس
فی قنطورس یک ستاره است که در صورت فلکی قنطورس قرار دارد.